# Трим (Ирландия)

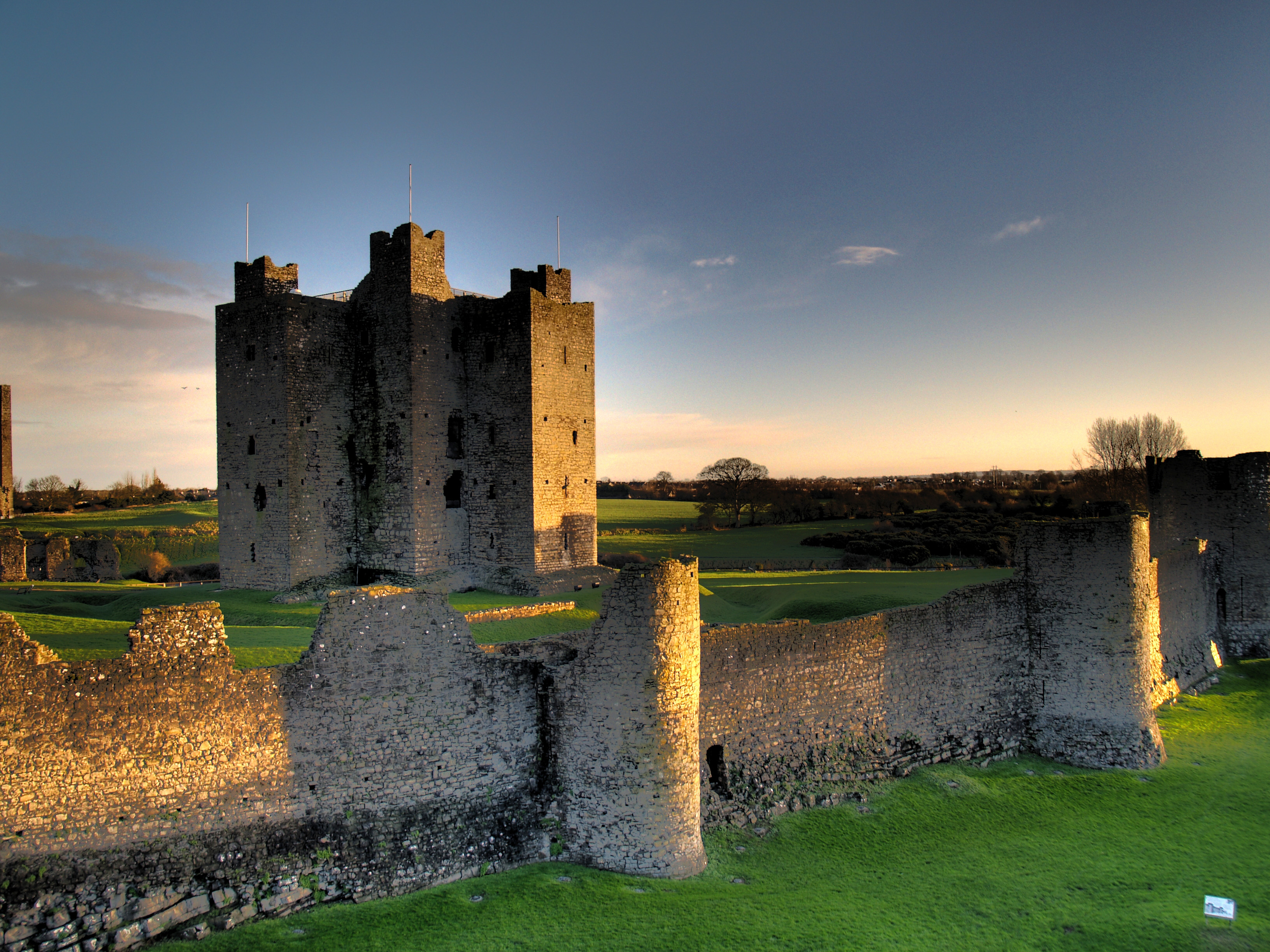
Замок Трим

Трим (англ. Trim; ирл. Baile Átha Troim (Бале-Аха-Трэмь)) — (малый) город в Ирландии, находится в графстве Мит (провинция Ленстер).

## История
Город с V по XI век был центром одноимённой епархии, которую основал святой Патрик. Первым епископом был Святой Ломан. Поселение развивалось благодаря мосту, построенному здесь тогда. С приходом англо-норманнов поселение досталось во владение Хью де Лэси, который возвёл здесь замок, который, не раз расширенный и укреплённый, стал крупнейшей крепостью англо-норманнов в Ирландии. Недалеко к востоку от поселения в 1206 году было основано первым английским в Ирландии епископом Симоном де Рошфортом аббатство Петра и Павла. В городе при отступлении с Мюнстера останавливался Брюс с войском. В XIV веке Ричард II посадил здесь молодых лорда Глостера и Генри Ланкастера, впоследствии Генри V. В 1359 году стеной был огорожен уже и сам город помимо замка. В XV веке город был одним из центров политической борьбы, здесь собирались местные парламенты, население выступало в поддержку то Ламберта Симнела в борьбе за английский престол, то участвовало в других политических вопросах. В XVI веке город был захвачен Томасом Фитцджеральдом во время восстания против Генри VIII. Уже в 1642 город захватывали конфедераты. Во время наступления Кромвеля отступающие ирландцы уничтожили все фортификации.

## Демография
Население — 6870 человек (по переписи 2006 года). В 2002 году население составляло 5894 человек. При этом, население внутри городской черты (legal area) было 1375, население пригородов (environs) — 5495.
Данные переписи 2006 года:
| Общие демографические показатели |               |                               |                               |      |      |
| Всё население                    | Всё население | Изменения населения 2002—2006 | Изменения населения 2002—2006 | 2006 | 2006 |
| 2002                             | 2006          | чел.                          | %                             | муж. | жен. |
| 5894                             | 6870          | 976                           | 16,6                          | 3443 | 3427 |

В нижеприводимых таблицах сумма всех ответов (столбец «сумма»), как правило, меньше общего населения населённого пункта (столбец «2006»).
| Религия (Тема 2 — 5 : Число людей по религиям, 2006) |             |                |             |            |       |      |
| Католики, чел.                                       | Католики, % | Другая религия | Без религии | не указано | сумма | 2006 |
| 6102                                                 | 88,8        | 269            | 262         | 237        | 6870  | 6870 |

| Этно-расовый состав (Этничность. Тема 2 - 3 : Постоянное население по этническому или культурному происхождению, 2006) |            |              |       |        |        |            |       |       |
| Белые ирландцы | Лухт-шулта | Другие белые | Негры | Азиаты | Другие | Не указано | сумма | 2006  |
| 5714 | 25         | 624          | 36    | 42     | 53     | 278        | 6772  | 6870  |
| Доля от всех отвечавших на вопрос, %                                                                                   |            |              |       |        |        |            |       |       |
| 84,4 | 0,4        | 9,2          | 0,5   | 0,6    | 0,8    | 4,1        | 100   | 98,61 |

1 — доля отвечавших на вопрос о языке от всего населения.
| Владение ирландским языком (Тема 3 — 1 : Число людей от 3 лет и старше по способности говорить по-ирландски, 2006) |      |            |       |       |
| Владеете ли Вы ирландским языком?                                                                                  |      |            |       |       |
| Да | Нет  | Не указано | сумма | 2006  |
| 2330 | 3926 | 288        | 6544  | 6870  |
| Доля от всех отвечавших на вопрос о языке, %                                                                       |      |            |       |       |
| 35,6 | 60,0 | 4,4        | 100   | 95,31 |

1 — доля отвечавших на вопрос о языке от всего населения.
| Использование ирландского языка (Тема 3 - 2 : Говорящие по-ирландски от 3 лет и старше по частоте использования ирландского языка, 2006) |                                                            |                                               |                                               |                                               |                                               |                                               |       |                                     |      |
| Как часто и где Вы говорите по-ирландски?                                                                                                |                                                            |                                               |                                               |                                               |                                               |                                               |       |                                     |      |
| ежедневно, только в образовательных учреждениях                                                                                          | ежедневно, как в образовательных учреждениях, так и вне их | в других местах (вне образовательной системы) | в других местах (вне образовательной системы) | в других местах (вне образовательной системы) | в других местах (вне образовательной системы) | в других местах (вне образовательной системы) | сумма | всего, отвечавших на вопрос о языке | 2006 |
| ежедневно, только в образовательных учреждениях                                                                                          | ежедневно, как в образовательных учреждениях, так и вне их | ежедневно                                     | каждую неделю                                 | реже                                          | никогда                                       | не указано                                    | сумма | всего, отвечавших на вопрос о языке | 2006 |
| 761 | 59                                                         | 61                                            | 119                                           | 756                                           | 547                                           | 27                                            | 2330  | 6544                                | 6870 |
| Доля от всех отвечавших на вопрос о языке, %                                                                                             |                                                            |                                               |                                               |                                               |                                               |                                               |       |                                     |      |
| 11,6 | 0,9                                                        | 0,9                                           | 1,8                                           | 11,6                                          | 8,4                                           | 0,4                                           | 35,6  | 100                                 |      |

| Типы частных жилищ (Тема 6 - 1(a) : Число частных домовладений по типу размещения, 2006) |          |         |                 |            |       |      |
| Отдельный дом                                                                            | Квартира | Комната | Переносные дома | не указано | сумма | 2006 |
| 2143                                                                                     | 115      | 9       | 0               | 37         | 2304  | 6870 |

## Культура
Город трижды выигрывал Irish Tidy Towns Competition.

## Достопримечательности
Самая большая достопримечательность — замок Трим. Замок считается одним из самых крупнейших[где?]. Находится не в лучшем состоянии, но в то же время — меньше наслоений более поздних веков — в отличие, от, например, замка в Килкенни.